# Кавамура, Терри
Терри Теруо Кавамура (10 декабря 1949 – 20 марта 1969) — солдат армии США, удостоился медали Почёта за свой подвиг в ходе Вьетнамской войны.
Вступил в ряды армии США в Оаху, Гавайи в 1968 году. По состоянию на 20 марта 1969 года служил капралом 173-й сапёрной роты 173-й воздушно-десантной бригады. В этот день в лагере Рэдклиф, республика Вьетнам 19-летний Кавамура пожертвовал собой, накрыв телом взрывпакет, заброшенный неприятелем, спасая товарищей, находившихся рядом с ним. Тело было погребено в мемориальном парке в г. Милилани, Гавайи.
Восточные ворота на армейском аэродроме Уилер со стороны Милилани названы в честь капрала Кавамуры.

### Наградная запись к медали Почёта
За выдающуюся храбрость и отвагу [проявленные] с риском для жизни при выполнении служебного долга и за его пределами. Капрал Кавамура отличился благодаря героическому поступку в ходе службы в 173-й сапёрной роте. Вражеская команда подрывников просочилась в жилую зону части и открыла огонь из автоматического оружия. Не обращая внимания на плотный огонь капрал Кавамура бросился к оружию. В этот момент взрыв пробил крышу и оглушил находящихся в комнате. Капрал Кавамура вскочил на ноги и схватил своё оружие. Когда он побежал к двери, чтобы ответить на вражеский огонь он увидел, что другой взрывпакет пролетел через дыру в крыше и упал на пол. Он тут же сообразил, что два его оглушённых товарищ находятся в страшной опасности и выкрикнул предупреждение. Несмотря на то, что он мог убежать, капрал Кавамура без колебаний бросился назад и накрыл собой взрывпакет. С полным пренебрежением к собственной безопасности капрал Кавамура предотвратил гибель или серьёзные ранения бойцов своей части. Необычайная храбрость и самоотверженность, проявленные капралом Кавамурой поддержали высочайшие традиции военной службы и принесли высокую честь ему, его части и армии США.                    
Оригинальный текст (англ.)
For conspicuous gallantry and intrepidity in action at the risk of his life above and beyond the call of duty. Cpl. Kawamura distinguished himself by heroic action while serving as a member of the 173d Engineer Company. An enemy demolition team infiltrated the unit quarters area and opened fire with automatic weapons. Disregarding the intense fire, Cpl. Kawamura ran for his weapon. At that moment, a violent explosion tore a hole in the roof and stunned the occupants of the room. Cpl. Kawamura jumped to his feet, secured his weapon and, as he ran toward the door to return the enemy fire, he observed that another explosive charge had been thrown through the hole in the roof to the floor. He immediately realized that 2 stunned fellow soldiers were in great peril and shouted a warning. Although in a position to escape, Cpl. Kawamura unhesitatingly wheeled around and threw himself on the charge. In completely disregarding his safety, Cpl. Kawamura prevented serious injury or death to several members of his unit. The extraordinary courage and selflessness displayed by Cpl. Kawamura are in the highest traditions of the military service and reflect great credit upon himself, his unit, and the U.S. Army.